# Williams FW04
Chronologie des modèles (1975-1976)
Williams FW Williams FW05
La Williams FW04, également appelée Wolf-Williams FW04, est une monoplace de Formule 1 engagée par l'écurie britannique Williams F1 Team dans le cadre du championnat du monde de Formule 1 1975 et lors de deux manches du championnat du monde de Formule 1 1976. Elle est successivement pilotée par les Italiens Arturo Merzario, Lella Lombardi et Renzo Zorzi, le Français Jacques Laffite, le Sud-Africain Ian Scheckter et l'Espagnol Emilio Zapico.

## Résultats en championnat du monde de Formule 1
| Saison | Écurie                     | Moteur               | Pneus    | Pilotes         | Courses | Courses | Courses | Courses | Courses | Courses | Courses | Courses | Courses | Courses | Courses | Courses | Courses | Courses | Courses | Courses | Points inscrits | Classement |
| Saison | Écurie                     | Moteur               | Pneus    | Pilotes         | 1       | 2       | 3       | 4       | 5       | 6       | 7       | 8       | 9       | 10      | 11      | 12      | 13      | 14      | 15      | 16      | Points inscrits | Classement |
| ------ | -------------------------- | -------------------- | -------- | --------------- | ------- | ------- | ------- | ------- | ------- | ------- | ------- | ------- | ------- | ------- | ------- | ------- | ------- | ------- | ------- | ------- | --------------- | ---------- |
| 1975   | Frank Williams Racing Cars | Ford-Cosworth DFV V8 | Goodyear |                 | ARG     | BRÉ     | AFS     | ESP     | MON     | BEL     | SUÈ     | P-B     | FRA     | GBR     | ALL     | AUT     | ITA     | USA     |         |         | 6               | 12e        |
| 1975   | Frank Williams Racing Cars | Ford-Cosworth DFV V8 | Goodyear | Arturo Merzario |         |         |         | Abd     |         |         |         |         |         |         |         |         |         |         |         |         | 6               | 12e        |
| 1975   | Frank Williams Racing Cars | Ford-Cosworth DFV V8 | Goodyear | Jacques Laffite |         |         |         |         | Nq      | Abd     |         | Abd     | 11e     | Abd     | 2e      | Abd     | Abd     | Np      |         |         | 6               | 12e        |
| 1975   | Frank Williams Racing Cars | Ford-Cosworth DFV V8 | Goodyear | Ian Scheckter   |         |         |         |         |         |         | Abd     |         |         |         |         |         |         |         |         |         | 6               | 12e        |
| 1975   | Frank Williams Racing Cars | Ford-Cosworth DFV V8 | Goodyear | Lella Lombardi  |         |         |         |         |         |         |         |         |         |         |         |         |         | Np      |         |         | 6               | 12e        |
| 1976   | Frank Williams Racing Cars | Ford-Cosworth DFV V8 | Goodyear |                 | BRÉ     | AFS     | USO     | ESP     | BEL     | MON     | SUÈ     | FRA     | GBR     | ALL     | AUT     | P-B     | ITA     | CAN     | USE     | JAP     | 0               | 15e        |
| 1976   | Frank Williams Racing Cars | Ford-Cosworth DFV V8 | Goodyear | Renzo Zorzi     | 9e      |         |         |         |         |         |         |         |         |         |         |         |         |         |         |         | 0               | 15e        |
| 1976   | Mapfre–Williams            | Ford-Cosworth DFV V8 | Goodyear | Emilio Zapico   |         |         |         | Nq      |         |         |         |         |         |         |         |         |         |         |         |         | 0               | 15e        |

Légende : ici 